# Teddington, Gloucestershire
Teddington är en ort i Storbritannien.   Den ligger i grevskapet Gloucestershire och riksdelen England, i den södra delen av landet, 140 km väster om huvudstaden London. Teddington ligger 41 meter över havet och antalet invånare är 299.
Terrängen runt Teddington är platt åt nordväst, men åt sydost är den kuperad. Runt Teddington är det ganska tätbefolkat, med 172 invånare per kvadratkilometer. Närmaste större samhälle är Gloucester, 19,9 km sydväst om Teddington. Trakten runt Teddington består till största delen av jordbruksmark.